# 로살바 포르치니티
로살바 포르치니티(이탈리아어: Rosalba Forciniti, 1986년 2월 13일~)는 이탈리아의 유도 선수, 지도자로 2012년 하계 올림픽에서 여자 하프라이트급 부문 동메달을 획득했다.